# Lisa Lisa and Cult Jam
Lisa Lisa and Cult Jam fue un grupo musical de freestyle estadounidense formado en la ciudad de Nueva York a mediados de la década de 1980 por la cantante Lisa Lisa, el guitarrista y bajista Alex "Spanador" Moseley y el baterista y tecladista Mike Hughes.

## Historia
Lisa Lisa and Cult Jam se formó tras las audiciones de la cantante Lisa Lisa para Full Force, un equipo de producción de East Flatbush, Brooklyn, cuando contaba apenas con 14 años. El grupo lanzó su álbum debut Lisa Lisa & Cult Jam with Full Force en 1985. Más tarde firmaron un contrato con Columbia Records y el sello lanzó su sencillo "I Wonder If I Take You Home" mediante la división europea de CBS Records para el álbum recopilatorio Breakdancing. La canción rápidamente se convirtió en un top-chart en las listas Hot Dance y Disco de Billboard.
El sencillo fue seguido por otro éxito en los clubes, "Can You Feel the Beat", alcanzado la posición No. 40 en la lista de R&B a finales de 1985. Su tercer sencillo, la balada "All Cried Out", también logró certificación de disco de oro, posicionándose en la tercera casilla de la lista R&B en el verano de 1986.
Su segundo álbum, Spanish Fly, fue un gran éxito en 1987. Dio lugar a dos exitosos sencillos: "Head to Toe" y "Lost in Emotion", ambos consiguiendo la certificación de disco de oro. Straight to the Sky de 1989 fue un éxito moderado que incluyó los sencillos "Little Jackie Wants to Be a Star" y "Just Git It Together". Su cuarto y último álbum, Straight Outta Hell's Kitchen, tuvo una repercusión comercial menor, aunque incluyó el éxito "Let the Beat Hit Em", que alcanzó el tope de las listas en R&B. El grupo se disolvió en 1991. Lisa Lisa continuó en una carrera como solista y actriz, mientras Moseley y Hughes emprendieron otros proyectos musicales.

## Discografía

### Álbumes de estudio
| 1985                                                         | Lisa Lisa & Cult Jam with Full Force - 17 de marzo de 1985 - Columbia | 52  | 16 | —  | 96 | - EE. UU.: Platino            |
| 1987                                                         | Spanish Fly - 19 de mayo de 1987 - Columbia                           | 7   | 7  | 18 | —  | - EE. UU.: Platino - CAN: Oro |
| 1989                                                         | Straight to the Sky - 25 de mayo de 1989 - Columbia                   | 77  | 18 | 63 | —  |                               |
| 1991                                                         | Straight Outta Hell's Kitchen - 20 de agosto de 1991 - Columbia       | 133 | 29 | —  | —  |                               |
| "—" denota que no ingresó en las listas en dicho territorio. |                                                                       |     |    |    |    |                               |

### Álbumes recopilatorios
- Head to Toe (1995, Sony Music)
- Lisa Lisa and Friends (1995, Sony Music)
- Past, Present & Future (1996, Thump)
- Super Hits (1997, Sony Music)
- Playlist: The Very Best of Lisa Lisa & Cult Jam with Full Force (2010, Columbia/Legacy)